# Agullent
Agullent es una localidad y municipio español situado en la parte centro-sur de la comarca del Valle de Albaida, en la provincia de Valencia, Comunidad Valenciana.Cuenta con una población de 2416 habitantes (INE 2024).

## Geografía

Extensión del municipio en la comarca delvalle de Albaida

Agullent es un pueblo valenciano situado al pie de la sierra a la que da su nombre. El término es rico en parajes naturales gracias, principalmente, a la Sierra de Agullent, con ejemplos destacados como son la Font Jordana, el Camí del Calvari, la Ermita Vieja de San Vicente Ferrer o la actual ermita, el Fornet de la Neu, la Font de la Maciana o El Molí Fariner, entre otros.
En cuanto a los accesos, desde Valencia, se accede a esta localidad a través de la A-35 para enlazar con la CV-40.
Por ferrocarril es accesible a través de la línea 47 de Renfe Media Distancia, también conocida como línea Valencia-Játiva-Alcoy. También se puede llegar desde Alicante.

### Localidades limítrofes
El término municipal de Agullent limita con las siguientes localidades:
Albaida, Ayelo de Malferit, Benisoda, y Onteniente, todas de la provincia de Valencia y Agres y Alfafara de la provincia de Alicante.Cuenta con una población de 2416 habitantes (INE 2024).

### Climatología
Agullent posee un clima mediterráneo. Los inviernos en esta localidad son, en general, suaves, con días de nieve y heladas que suelen ser débiles a moderadas. La nieve en esta localidad no es muy común, aunque todos los inviernos la nieve hace acto de presencia, y en algunas ocasiones las nevadas son intensas.
El verano se caracteriza por ser cálido, con temperaturas que pueden llegar hasta los 40 °C. Los meses más cálidos son junio, julio y agosto; mientras que los más fríos son diciembre, enero y febrero.
La temperatura mínima absoluta registrada en esta localidad ha sido de unos -10 °C y la temperatura máxima absoluta ha rondado los 47 °C.
Las precipitaciones en esta zona de la península varían bastante, y oscilan entre los 400mm y los 850mm. Los meses más lluviosos son los meses de otoño, donde se recoge gran parte de la precipitación anual; y los meses más secos corresponden a los meses de verano. En esta región de la península, durante los meses de otoño se produce la llamada gota fría, que suele dejar grandes acumulados de precipitación.

## Historia
El municipio cuenta con restos del neolítico (como en la cueva del barranco de la Maciana) y de la civilización íbera y romana (cerámica y una moneda de cobre del Emperador Domiciano, datada entre el 51 y 96 d. C.) encontrados por el historiador Sergi Ribes Gisbert.
Estas tierras fueron conquistadas en 1244 por Jaime I, que las incorporó al Reino de Valencia. Y dio en feudo el grupo de casa de Agullent al caballero Guillermo del Olivar, uno de los capitanes que le ayudaron en la conquista de Alcoy; pero, al morir este sin descendencia, volvió a pertenecer al patrimonio real, en tiempos de Jaime el Justo. [1]
Durante la Guerra de las Germanías, la documentación de la virreina, para 1524, dice que Agullent es un «lugar o calle de la villa de Onteniente».
La historia de Agullent aparece vinculada a la Villa Real de Onteniente hasta finales del siglo XVI. Con el aumento de población llegó a tener 300 casas, lo que suponía una población de unos 1200 habitantes. Este aumento demográfico permitió a Agullent disponer del suficiente poder económico (5 mil libras) para solicitar al rey Felipe II el privilegio real de desmembración jurídica. constituyéndose como municipio autónomo en 1585. A partir de ahí, Agullent se convirtió en universidad real y pasa a contar con Consejo y Jurados. Fue la católica majestad del rey quien levantó a Agullent a un nuevo rango y le dio derecho a tener vida propia.
Dos hechos contribuyeron posteriormente a la despoblación de la universidad: la expulsión de los moriscos decretada por Felipe III, a principios del siglo XVII, y el éxodo a Onteniente de muchas familias durante el siglo XVIII.

## Demografía
Agullent cuenta con una población de 2416 habitantes (INE 2024).
| Gráfica de evolución demográfica de Agullent entre 1842 y 2021                                                      |
| |
| Población de derecho según los censos de población del INE Población de hecho según los censos de población del INE |

## Economía
Su economía se basa, fundamentalmente, en la industria textil, parafina y géneros de punto. Los productos típicos y tradicionales que se realizan generación tras generación son: por un lado, la elaboración de los embutidos caseros

## Administración y política
En las elecciones de 2015 se eligieron 11 concejales en el Ayuntamiento de Agullent: 10 de Compromís (1302 votos) y 1 de PP (249 votos). Hubo 345 abstenciones, 13 votos nulos y 17 votos en blanco.
| Periodo   | Nombre               | Partido        |
| --------- | -------------------- | -------------- |
| 1979-1983 | José Pla Belda       | Independiente  |
| 1983-1987 | José Pla Belda       | Independiente  |
| 1987-1991 | José Pla Belda       | Independiente  |
| 1991-1995 | José Casanova Galbis | PSPV-PSOE      |
| 1995-1999 | José Casanova Galbis | PSPV-PSOE      |
| 1999-2003 | Enrique Cerdá Bru    | PP             |
| 2003-2007 | Enrique Cerdá Bru    | PP             |
| 2007-2011 | Jesús Pla Herrero    | BLOC-Compromís |
| 2011-2015 | Jesús Pla Herrero    | Compromís      |
| 2015-2019 | Jesús Pla Herrero    | Compromís      |
| 2019-2023 | Pau Muñoz Gonzalez   | Compromís      |
| 2023-act. | Pau Muñoz Gonzalez   | Compromís      |

## Patrimonio
- Ermita nova de San Vicente Ferrer (siglo XVIII). En su interior posee tres reliquias del siglo XV (la Llàntia, el Cristo y la Post).
- Ermita vieja de San Vicente Ferrer
- Ayuntamiento (antiguamente era un horno medieval).
- Iglesia de San Bartolomé (Siglos XV al XVIII). Alberga una decoración barroca valenciana de estilo churrigueresco, destacando el Retablo del Altar Mayor (siglo XVIII) y el Retablo de la Ánimas (siglo XV) de gran importancia histórica.
- Convento de San Jacinto de Agullent (del siglo XVI al XVIII). Destacan su iglesia, dependencias, huerto y el claustro renacentistas con dos relojes solares.
- Molino Harinero (siglo XV). Construido sobre las ruinas del anterior molino del siglo XIV.
- Llavador de Dalt (Lavador de Arriba). Del siglo XVIII
- El fornet de la neu.

## Fiestas
- Moros y Cristianos. Coincidiendo con el primer fin de semana de Pascua dan inicio estas fiestas. Durante cuatro días las calles se invaden de comparsas y filaes que escenifican la lucha entre el ejército moro y cristiano, y la conquista de la plaza por las tropas del rey Jaime I.
- Fiestas del milagro de San Vicente Ferrer. El día 3 de septiembre se celebra la "Noche de las Hogueras" (La Nit de les Fogueretes), se trata de una romería nocturna que viene realizándose desde el año 1600 y que conmemora, según la tradición el milagro de la curación de la peste protagonizada por San Vicente Ferrer. El 4 de septiembre tiene lugar la tradicional danza en la plaza Mayor. El 5 de septiembre se celebra la misa y la procesión en honor al Santísimo Cristo de la Salud. Tras una votación popular en junio de 2013 estas fiestas son celebradas el primer fin de semana del mes de septiembre.

## Gastronomía
Son típicos los arroces en sus diversas formas: el arroz al horno, la paella, el "arroz con acelgas" (l'arròs amb bledes) o arroz de invierno, "La olla con pelotas" (l'olla amb pilotes) o puchero; también son típicos la pericana, les coques de farina amb aladrocs, embutidos y dulces como rollitos de aguardiente y "pasteles de boniato".